# División de Honor femenina de balonmano 1997-98
La División de Honor femenina de balonmano 1997-1998 fue la cuadragésimo primera edición de la División de Honor Española. Se proclamó campeón el Bm. Mar El Osito L'Eliana.

## Equipos participantes
| Equipo                             | Localización               |
| ---------------------------------- | -------------------------- |
| El Ferrobus Mislata                | Mislata                    |
| Bm. Fem. Elda Prestigio            | Elda                       |
| Balonmano Porriño                  | Porriño                    |
| Balonmano Sierra Nevada-La Ragua   | Granada                    |
| Motorola Radiophone                | Santander                  |
| Remudas Islas Gran Canaria         | Telde                      |
| Balonmano Alicante                 | Alicante                   |
| Ciudad de Las Palmas-Sansonite     | Las Palmas de Gran Canaria |
| Balonmano Mar El Osito L'Eliana    | La Eliana                  |
| Corteblanco Bidebieta              | San Sebastián              |
| Club Juventud Leganés - Royne      | Leganés                    |
| Lanzamar Tahiche                   | Tahiche                    |
| Caja Cantabria Universidad Clubasa | Santander                  |
| Oberena - TRW                      | Pamplona                   |
| Balonmano El Goro                  | Telde                      |
| Bm. Elche Parque Industrial        | Elche                      |

## Clasificación
| Pos. | Equipo                           | J  | G  | E | P  | GF  | GC  | P   | Dif |
| ---- | -------------------------------- | -- | -- | - | -- | --- | --- | --- | --- |
| 1    | El Ferrobus Mislata              | 14 | 12 | 2 | 0  | 415 | 253 | 162 | 26  |
| 2    | Bm. Fem. Elda Prestigio          | 14 | 12 | 1 | 1  | 354 | 257 | 97  | 25  |
| 3    | Balonmano Porriño                | 14 | 8  | 1 | 5  | 343 | 333 | 10  | 17  |
| 4    | Balonmano Sierra Nevada-La Ragua | 14 | 6  | 1 | 7  | 312 | 352 | -40 | 13  |
| 5    | Motorola Radiophone              | 14 | 4  | 2 | 8  | 276 | 341 | -65 | 10  |
| 6    | Remudas Islas Gran Canaria       | 14 | 4  | 1 | 9  | 304 | 337 | -33 | 9   |
| 7    | Balonmano Alicante               | 14 | 4  | 0 | 10 | 306 | 349 | -43 | 8   |
| 8    | Ciudad de Las Palmas-Sansonite   | 14 | 1  | 2 | 11 | 254 | 342 | -88 | 4   |

| Pos. | Equipo                             | J  | G  | E | P  | GF  | GC  | P    | Dif |
| ---- | ---------------------------------- | -- | -- | - | -- | --- | --- | ---- | --- |
| 1    | Balonmano Mar El Osito L'Eliana    | 14 | 14 | 0 | 0  | 533 | 246 | 287  | 28  |
| 2    | Corteblanco Bidebieta              | 14 | 11 | 0 | 3  | 374 | 294 | 80   | 22  |
| 3    | Club Juventud Leganés - Royne      | 14 | 9  | 1 | 4  | 324 | 322 | 2    | 19  |
| 4    | Lanzamar Tahiche                   | 14 | 8  | 1 | 5  | 313 | 329 | -16  | 17  |
| 5    | Caja Cantabria Universidad Clubasa | 14 | 6  | 0 | 8  | 290 | 319 | -29  | 12  |
| 6    | Oberena - TRW                      | 14 | 3  | 1 | 10 | 266 | 353 | -87  | 7   |
| 7    | Balonmano El Goro                  | 14 | 1  | 2 | 11 | 241 | 336 | -95  | 4   |
| 8    | Bm. Elche Parque Industrial        | 14 | 1  | 1 | 12 | 246 | 388 | -142 | 3   |

| Pos. | Equipo                           | J  | G  | E | P  | GF  | GC  | P    | Dif |
| ---- | -------------------------------- | -- | -- | - | -- | --- | --- | ---- | --- |
| 1    | Balonmano Mar El Osito L'Eliana  | 14 | 14 | 0 | 0  | 489 | 272 | 217  | 28  |
| 2    | El Ferrobus Mislata              | 14 | 9  | 3 | 2  | 377 | 314 | 63   | 21  |
| 3    | Bm. Fem. Elda Prestigio          | 14 | 10 | 1 | 3  | 333 | 288 | 45   | 21  |
| 4    | Corteblanco Bidebieta            | 14 | 7  | 1 | 6  | 354 | 341 | 13   | 15  |
| 5    | Club Juventud Leganés - Royne    | 14 | 5  | 0 | 9  | 311 | 362 | -51  | 10  |
| 6    | Balonmano Porriño                | 14 | 4  | 2 | 8  | 314 | 364 | -50  | 10  |
| 7    | Balonmano Sierra Nevada-La Ragua | 14 | 2  | 0 | 12 | 282 | 404 | -122 | 4   |
| 8    | Lanzamar Tahiche                 | 14 | 1  | 1 | 12 | 298 | 413 | -115 | 3   |

| Pos. | Equipo                             | J  | G  | E | P  | GF  | GC  | P   | Dif |
| ---- | ---------------------------------- | -- | -- | - | -- | --- | --- | --- | --- |
| 1    | Caja Cantabria Universidad Clubasa | 14 | 12 | 0 | 2  | 309 | 256 | 53  | 24  |
| 2    | Remudas Islas Gran Canaria         | 14 | 9  | 1 | 4  | 328 | 294 | 34  | 19  |
| 3    | Balonmano Alicante                 | 14 | 9  | 1 | 4  | 307 | 286 | 21  | 19  |
| 4    | Motorola Radiophone                | 14 | 7  | 2 | 5  | 286 | 285 | 1   | 16  |
| 5    | Ciudad de Las Palmas-Sansonite     | 14 | 4  | 3 | 7  | 285 | 316 | -31 | 11  |
| 6    | Balonmano El Goro                  | 14 | 3  | 3 | 8  | 279 | 289 | -10 | 9   |
| 7    | Oberena - TRW                      | 14 | 4  | 0 | 10 | 293 | 317 | -24 | 8   |
| 8    | Bm. Elche Parque Industrial        | 14 | 2  | 2 | 10 | 289 | 333 | -44 | 6   |

## Acceso a competiciones europeas
| Equipo                          | Competición      |
| ------------------------------- | ---------------- |
| Balonmano Mar El Osito L'Eliana | Copa de Europa   |
| El Ferrobus Mislata             | Recopa de Europa |
| Bm. Fem. Elda Prestigio         | Copa EHF         |
| Corteblanco Bidebieta           | EHF City Cup     |

## Ascenso
De primera división subieron el Vicar Goya Uberam andaluz y el CLEBA leonés por ser los primeros clasificados. 

## Promoción por la permanencia
En la promoción por la permanencia, el 5.º y el 6.º clasificado del grupo por la permanencia, el Balonmano El Goro y el Ciudad de Las Palmas-Sansonite se enfrentaron a los equipos de Primera División Associació Lleidatana d'Handbol y Cristalerías Crespo de Burgos. Mientras el Ciudad de Las Palmas-Sansonite mantuvo la categoría, el Balonmano El Goro descendió y su puesto lo ocupó la Associació Lleidatana d'Handbol.